# Отто, Эккехард
Э́ккехард О́тто (нем. Ekkehard Otto; 10 апреля 1928 — 26 ноября 2012) — немецкий камерный певец, хормейстер и общественный деятель.
На протяжении многих лет руководил немецкими хоровыми коллективами. В 1995 году возглавил Хоровой союз Западной Саксонии. Одновременно в 1961—2004 годах занимал различные посты в городском совете Цвиккау. В 1972 году Отто был удостоен Премии Роберта Шумана, в 2005 году город Цвиккау наградил его медалью Штефана Рота за многолетнюю культурную и общественную деятельность.